# Асеново (Великотирновська область)
Асе́ново (болг. Асеново) — село у Великотирновській області Болгарії. Входить до складу общини Стражиця.

## Населення
За даними перепису населення 2011 року у селі проживали 636 осіб.
Національний склад населення села:
| Національність   | Кількість осіб | Відсоток |
| ---------------- | -------------- | -------- |
| турки            | 298            | 47,9%    |
| болгари          | 278            | 44,7%    |
| не визначились   | 45             | 7,2%     |
| Всього відповіли | 622            |          |

Розподіл населення за віком у 2011 році:
Динаміка населення: